# Fornicia penang
Fornicia penang är en stekelart som först beskrevs av Joseph Augustine Cushman 1929.  Fornicia penang ingår i släktet Fornicia och familjen bracksteklar. Inga underarter finns listade i Catalogue of Life.